# Margarete Jelten
Margarete Christa Jelten, geborene Fiedler (* 26. September 1926 in Landsberg an der Warthe; † 15. Juni 2022 in Schiffdorf bei Bremerhaven), war eine deutsche Lehrerin; sie gilt als „Chronistin des nordwestdeutschen Baptismus“. Ihre Forschungsergebnisse veröffentlichte sie in zahlreichen Publikationen.

## Leben
Margarete entstammte einer baptistischen Familie. Ihre Eltern waren der Eisenbahner Oskar Fiedler und dessen Ehefrau Magdalena, geborene Hoppe. Sie war das vierte von fünf Kindern. Kindheit und Jugend verbrachte sie in Landsberg an der Warthe (heute: Gorzów Wielkopolski) und in Frankfurt an der Oder. 1938 ließ sie sich in der Frankfurter Baptistengemeinde taufen.
Am Ende des Zweiten Weltkriegs flüchtete Margarete nach Westdeutschland. In Anspach fand sie ein neues Zuhause. Der Lehrermangel der Nachkriegszeit machte es möglich, dass sie – zunächst ohne entsprechende Ausbildung – als Seiteneinsteigerin in den Schuldienst übernommen wurde. Später holte sie das Pädagogikstudium nach und wurde Lehrerin in Schwarzenborn sowie in Neukirchen. Kirchlich engagierte sie sich in der Baptistengemeinde Dorfweil. Bei einem Besuch in Bremerhaven lernte sie ihren späteren Ehemann, den Buchhändler Hermann Jelten (1911–1986), kennen. Sie heirateten 1962 und zogen in die Heimat des Ehemannes.
In der Baptistengemeinde Bremerhaven übernahm sie den Gemeindeunterricht. Später organisierte sie gemeinsam mit dem damaligen Pastor Weard Zwede die erste Gemeindebibelschule, eine nach US-amerikanischem Vorbild gestaltete Sonntagsschule für Erwachsene, die zum Modell für die Mitte der 1970er Jahre vom Bund Evangelisch-Freikirchlicher Gemeinden initiierte Gemeinde-Bibel-Schule (GBS) wurde. Auch bei der Erstellung und Herausgabe der ersten GBS-Begleithafte arbeitete Margarete Jelten mit. Gemeinsam mit ihrem Mann übernahm sie auch den Neuaufbau und die Leitung des baptistischen Bremerhaveners Kirchenarchivs.
Anfang der 1980er Jahre erhielten Margarete und Hermann Jelten den Auftrag, eine Chronik der 1863 gegründeten Evangelisch-Freikirchlichen Baptistengemeinde Bremerhaven zu erstellen. Einer der Gründe dafür war, dass die alte Bremerhavener Baptistenkapelle Eben Ezer durch Bombenangriffe während des Zweiten Weltkriegs teilweise zerstört worden war und dabei die meisten Dokumente und Aufzeichnungen aus der Gründungsphase vernichtet wurden. Das Ehepaar suchte Staats- und Kirchenarchive auf, um die verlorengegangene Daten und Fakten zu ersetzen. Das war der Beginn eines intensiven Quellenstudiums, das Margarete Jelten bis ins hohe Alter betrieb und dessen Ergebnisse zu zahlreichen Veröffentlichungen führten. Hinzu kam, dass Jelten viele Quellen, darunter amtliche Niederschriften, Tagebuchnotizen baptistischer Pioniere und Protokolle von Gemeindeversammlungen aus der Frühphase des nordwestdeutschen Baptismus, lesbar und damit für andere Autoren und Gemeindechronisten zugänglich gemacht hat. In ihrer letzten umfangreichen Studie, die als zweisprachige Ausgabe erschien, beschäftigte sich Margarete Jelten mit baptistischen Auswanderern, die zwischen 1848 und 1872 ihre ostfriesische Heimat verließen, um in den Vereinigten Staaten ein neues Zuhause zu finden. Sie erfasste dabei 377 Personen, deren Namen sie in alten Gemeindeverzeichnissen der nordwestdeutschen Baptistengemeinden gefunden hatte, und verfolgte ihre Spuren mittels der Passagierlisten der Auswandererschiffe und der Gemeinderegister der von ihnen gegründeten ostfriesischen Baptistengemeinde in Baileyville im Ogle County (Illinois).
Die Historische Kommission des Bundes Evangelisch-Freikirchlicher Gemeinden und der Evangelisch-Freikirchliche Landesverband Baptisten im Nordwesten ehrten Margarete Jelten mit einer besonderen Festveranstaltung im Bethaus der Baptisten in Felde. Die Laudatio hielt der Täufer- und Baptismusforscher Martin Rothkegel, Professor für Kirchengeschichte an der Theologischen Hochschule in Wustermark-Elstal.

## Veröffentlichungen (Auswahl)
- Gemeindebibelschule im 10. Jahr. In: Zeitschrift Die Gemeinde, 34/1977, S. 10f.
- ... eine Freikirche in der „freiesten Stadt“. Werden, Wachsen, Wirken der Evangelisch-Freikirchlichen Gemeinde Bremerhaven. Bremerhaven, 1982 (gemeinsam mit ihrem Ehemann Hermann Jelten).
- Unter Gottes Dachziegel. Anfänge des Baptismus in Nordwestdeutschland. Bremerhaven, 1984.
- Frerich Bohlken. In: Günter Balders (Herausgeber): Ein Herr, ein Glaube, eine Taufe. 150 Jahre Baptistengemeinden in Deutschland 1834–1984. (Festschrift), Wuppertal/Kassel 1984, S. 340f.
- In Gottes Gemeindegarten. Kurzgeschichten zum frühen Baptismus, ausgegraben und erzählt. Bremerhaven, 1985.
- Väterglaube aktuell. Von Hamburg nach Oldenburg. Zur Bundesratstagung 7.–10. Mai 1986. Eine kleine Dokumentation. Bremerhaven, 1986.
- So wachsen Gottes Wurzeln. Anfänge früher Baptistengemeinden, ausgegraben und erzählt. Bremerhaven, o. J. (1989?).
- Der sächsische Kürschner zu Bremen anno 1843. Bremerhaven, 1993.
- Von deutschen Baptisten, die im 19. Jahrhundert auswanderten. In: Jahrbuch Freikirchenforschung, Nr. 5/1995, S. 76–89.
- Unter Gottes Segeln. Von ersten gläubig getauften Seefahrern und Schiffern. Historische Daten gesammelt und zusammengestellt. Bremerhaven, 1995.
- Meilensteine. Die ersten gläubig Getauften in Nordwestdeutschland. Historische Daten chronologisch sortiert. Bremerhaven, 1996²
- Handwerker. Wege in Gottes Plan. Zwischen Donau und Elbe. Ein historischer Beitrag. Bremerhaven, 2003 und 2004 (mit Ergänzungen).
- Von Ostfriesland nach Amerika. Baptisten ziehen übers Meer / From East-Friesland to America. Baptists moving across the Sea. Ein Beitrag zur Auswanderer-Geschichte 1848 bis 1872/An Article about the History of Emigration (Übersetzung: V.Janke). Bremerhaven, 2011.